# Абэн Абу
Диего Лопес, также известный как Абэн Абу (исп. Aben Aboo; ? — 13 марта 1571) — второй лидер Второго Альпухарского восстания в Андалусии против испанского владычества (1568—1571).

## Биография
Родился в Альпухарра-де-ла-Сьерра, Королевство Гранада. Представитель знатной мусульманской семьи. Активный участник Второго Альпухарского восстания (1568—1571), которое он возглавил на последнем этапе.
Двоюродный брат Абэна Хумеи (1520—1569) и племянник Эрнандо эль-Загера, судебного пристава Кадьяра. Предоставив убежище в своем доме Абэну Хумее и Эрнандо эль-Загеру. Некоторые испанские офицеры, служившие под командованием маркиза Мондехара, с которыми у него было соглашение о перемирии, нарушив гарантии, подвергли его жестоким мучениям, которые он храбро перенес.
Однако, несмотря на эти проявления крайней лояльности, когда среди повстанцев вспыхнули разногласия, Абэн Абу, не колеблясь, встал на сторону врагов Абэна Хумеи, которые обвиняли его в деспотическом поведении и отношениях с христианами, в дополнение к приказу убить турок и добровольцев из Северной Африки, сражавшиеся вместе с маврами из Гранады. В ночь на 20 октября 1569 года вместе с Диего Альгуасилом он сам убил Абэна Хумею, каждый потянув за одну сторону шнура, обмотанного вокруг его горла. Избранный на место своего двоюродного брата, и после получения подтверждения губернатора Алжира от имени османского султана, он принял титул Мулей Абдала Абэн Абу, и на его флаге было помещено фраза, которая гласила: " Я не мог желать большего или довольствоваться меньшим.
Абэн Абу решительно и мужественно продолжил партизанскую войну против испанских войск. Повстанцы добились некоторых заметных побед, таких как захват Орхивы. В мае 1570 года он приказал убить своего военачальника Эрнандо Эль Хабаки, который начал мирные переговоры с испанским главнокомандующим Хуаном Австрийским и сумел распространить восстание на горный район Ронды. Но к концу того же года, после суровой летней кампании и изгнания всех мавров из Гранады по приказу короля Филиппа II, восстание было почти полностью подавлено. 13 марта 1571 года в пещере между Берчулесом и Месиной Бомбарон, в центре Альпухар, где он пытался сопротивляться всего четырьмя сотнями своих людей, Абэн Абу был убит своими врагами во главе с Гонсало эль-Сенизом, известным бандитом из монфи. Затем его тело было доставлено в Гранаду, где его расчленили, а голову поместили в клетку над аркой Пуэрта-дель-Растро.